# Fiammamonza 1993-1994
Questa voce raccoglie le informazioni riguardanti la Fiammamonza Preca nelle competizioni ufficiali della stagione 1993-1994.

## Rosa
Rosa aggiornata alla fine della stagione.
| N. |                     | Ruolo | Calciatrice        |
| -- | ------------------- | ----- | ------------------ |
|    | Italia (bandiera)   | P     | Giuseppina Adamoli |
|    | Italia (bandiera)   | D     | Luana Amenta       |
|    | Italia (bandiera)   | D     | Simona Consonni    |
|    | Italia (bandiera)   | C     | Stefania Cordone   |
|    | Italia (bandiera)   | D     | Nicoletta Franco   |
|    | Germania (bandiera) | A     | Sandy Friz         |
|    | Italia (bandiera)   | C     | Cristina Fruci     |
|    | Italia (bandiera)   | D     | Maura Furlotti     |
|    | Italia (bandiera)   | C     | Luisa Eva Gaini    |
|    | Italia (bandiera)   | C     | Graziella Giovine  |
|    | Italia (bandiera)   | A     | Maria Rita Guarino |

| N. |                   | Ruolo | Calciatrice        |
| -- | ----------------- | ----- | ------------------ |
|    | Italia (bandiera) | C     | Lucia Magistrali   |
|    | Italia (bandiera) | C     | Debora Margutti    |
|    | Italia (bandiera) | A     | Sara Mascheri      |
|    | Italia (bandiera) | A     | Silvana Monchera   |
|    | Italia (bandiera) | D     | Graziella Musumeci |
|    | Italia (bandiera) | D     | Cristina Negrini   |
|    | Italia (bandiera) | C     | Liliana Paggi      |
|    | Italia (bandiera) | D     | Maura Pedroni      |
|    | Italia (bandiera) | D     | Marisa Perin       |
|    | Italia (bandiera) | P     | Raffaella Raffaele |
|    | Italia (bandiera) | A     | Silvia Tagliacarne |

## Squadra Primavera
Rosa aggiornata alla fine della stagione.
| N. |                   | Ruolo | Calciatrice        |
| -- | ----------------- | ----- | ------------------ |
|    | Italia (bandiera) | D     | Luana Amenta       |
|    | Italia (bandiera) | C     | Antonella Bressan  |
|    | Italia (bandiera) | D     | Silva Fossati      |
|    | Italia (bandiera) | C     | Luisa Eva Gaini    |
|    | Italia (bandiera) | P     | Cristina Larocca   |
|    | Italia (bandiera) | D     | Immacolata Larocca |
|    | Italia (bandiera) | A     | Deborah Maradini   |
|    | Italia (bandiera) | D     | Debora Margutti    |

| N. |                   | Ruolo | Calciatrice             |
| -- | ----------------- | ----- | ----------------------- |
|    | Italia (bandiera) | A     | Sara Mascheri           |
|    | Italia (bandiera) | D     | Katia Mattarel          |
|    | Italia (bandiera) | D     | Katia Parpinel          |
|    | Italia (bandiera) | C     | Ivana Riboldi           |
|    | Italia (bandiera) | C     | Roberta Russo           |
|    | Italia (bandiera) | A     | Deborah Solito De Solis |
|    | Italia (bandiera) | D     | Angela Zaneletti        |
|    | Italia (bandiera) | D     | Alessia Zerboni         |